# Ijara
Ijara é uma cidade do Quênia situada na antiga província Nordeste, no condado de Garissa. De acordo com o censo de 2019, havia 11 792 habitantes.